# Stylaster brunneus
Stylaster brunneus is een hydroïdpoliep uit de familie Stylasteridae. De poliep komt uit het geslacht Stylaster. Stylaster brunneus werd in 1970 voor het eerst wetenschappelijk beschreven door Boschma. 